# Pelacalç
Pelacalç  es una localidad del municipio de Ventalló, perteneciente a la provincia de Gerona, en la comunidad autónoma de Cataluña.

## Toponimia
El nombre del lugar puede aparecer referido con las formas Pelacals y Pelacalç.

## Historia
Hacia mediados del siglo XIX, el lugar ya pertenecía al municipio de Ventalló. Aparece descrito en el decimosegundo volumen del Diccionario geográfico-estadístico-histórico de España y sus posesiones de Ultramar de Pascual Madoz de la siguiente manera:

PELACALS: l. en la prov., part. jud. y dióc. de Gerona (5 leg.), aud. terr., c g. de Barcelona (21), ayunt. de Ventalló. sit. en terreno llano, con buena ventilacion y clima sano; las enfermedades comunes son fiebres intermitentes. Tiene una capilla dedicada á la Virgen Ntra. Sra., sufragánea de la parr. de Montiró, con cuyo l. confina el térm. por el S.; E. el mar; N. Armentera, y O. Vilademat. El terreno es de buena calidad, de secano; le cruzan varios caminos locales. prod.: trigo, maiz y legumbres. Su pobl. y riqueza, unido a Montiró (V.).
(Madoz, 1849, p. 758)

En 2022, la entidad singular de población tenía empadronados 277 habitantes y el núcleo de población 12 habitantes.